# Saint-Vincent-des-Bois
Saint-Vincent-des-Bois és un municipi francès situat al departament de l'Eure i a la regió de Normandia. L'any 2007 tenia 287 habitants.

## Demografia

### Població
El 2007 la població de fet de Saint-Vincent-des-Bois era de 287 persones. Hi havia 102 famílies de les quals 8 eren unipersonals (4 homes vivint sols i 4 dones vivint soles), 37 parelles sense fills, 41 parelles amb fills i 16 famílies monoparentals amb fills.
La població ha evolucionat segons el següent gràfic:
Habitants censats

### Habitatges
El 2007 hi havia 112 habitatges, 104 eren l'habitatge principal de la família, 6 eren segones residències i 2 estaven desocupats. 109 eren cases i 3 eren apartaments. Dels 104 habitatges principals, 90 estaven ocupats pels seus propietaris, 11 estaven llogats i ocupats pels llogaters i 3 estaven cedits a títol gratuït; 1 tenia dues cambres, 12 en tenien tres, 26 en tenien quatre i 64 en tenien cinc o més. 83 habitatges disposaven pel capbaix d'una plaça de pàrquing. A 34 habitatges hi havia un automòbil i a 68 n'hi havia dos o més.

### Piràmide de població
La piràmide de població per edats i sexe el 2009 era:
| Homes | Edats   | Dones |
| ----- | ------- | ----- |
| 0     | 95 o +  | 0     |
| 0     | 90 a 94 | 0     |
| 0     | 85 a 89 | 4     |
| 0     | 80 a 84 | 0     |
| 0     | 75 a 79 | 4     |
| 0     | 70 a 74 | 0     |
| 4     | 65 a 69 | 4     |
| 8     | 60 a 64 | 4     |
| 4     | 55 a 59 | 0     |
| 20    | 50 a 54 | 8     |
| 12    | 45 a 49 | 24    |
| 8     | 40 a 44 | 0     |
| 8     | 35 a 39 | 4     |
| 8     | 30 a 34 | 16    |
| 20    | 25 a 29 | 8     |
| 4     | 20 a 24 | 0     |
| 4     | 15 a 19 | 4     |
| 16    | 10 a 14 | 0     |
| 8     | 5 a 9   | 12    |
| 12    | 0 a 4   | 4     |

## Economia
El 2007 la població en edat de treballar era de 203 persones, 142 eren actives i 61 eren inactives. De les 142 persones actives 132 estaven ocupades (68 homes i 64 dones) i 10 estaven aturades (2 homes i 8 dones). De les 61 persones inactives 24 estaven jubilades, 18 estaven estudiant i 19 estaven classificades com a «altres inactius».

### Ingressos
El 2009 a Saint-Vincent-des-Bois hi havia 108 unitats fiscals que integraven 306 persones, la mediana anual d'ingressos fiscals per persona era de 21.304 €.

### Activitats econòmiques
Dels 12 establiments que hi havia el 2007, 1 era d'una empresa de fabricació d'altres productes industrials, 1 d'una empresa de construcció, 2 d'empreses de comerç i reparació d'automòbils, 1 d'una empresa de transport, 1 d'una empresa d'hostatgeria i restauració, 1 d'una empresa immobiliària, 3 d'empreses de serveis, 1 d'una entitat de l'administració pública i 1 d'una empresa classificada com a «altres activitats de serveis».
Dels 2 establiments de servei als particulars que hi havia el 2009, 1 era un taller de reparació d'automòbils i de material agrícola i 1 fusteria.
L'any 2000 a Saint-Vincent-des-Bois hi havia 7 explotacions agrícoles que ocupaven un total de 508 hectàrees.

## Poblacions més properes
El següent diagrama mostra les poblacions més properes.